# Presión fiscal
Presión tributaria, presión fiscal o presión impositiva es un término económico para referirse al porcentaje de los ingresos que los particulares y empresas aportan efectivamente al Estado en concepto de tributos en relación con el producto bruto interno. De ese modo, la presión tributaria de un país es el porcentaje del PIB recaudado por el Estado por impuestos, tasas y otros tributos. Los impuestos constituyen la principal fuente de los ingresos públicos de un Estado. Este índice se utiliza frecuentemente como indicador del peso del sector público en una economía.
La presión tributaria se mide según el pago efectivo de impuestos y no según el monto nominal que figura en las leyes, de tal modo que, a mayor evasión impositiva menor presión fiscal, aunque formalmente las tasas impositivas puedan ser altas. De hecho en países con alta tasa de evasión, el Estado suele elevar la presión impositiva sobre los habitantes con menos posibilidades de evasión, usualmente los consumidores.
En las economías desarrolladas la presión tributaria puede variar bastante de unos países a otros, ubicándose generalmente entre el 20% y el 50% del PIB de cada país.
En el año 2019, la presión fiscal en el conjunto de la UE fue del 41,1% sobre el PIB. En España fue del 35,4%. A nivel de los países de la OCDE, la presión fiscal promedio fue del 34,3%. Entre estos, los países de con mayor presión fiscal son Francia, Dinamarca, Bélgica, o Suecia (en torno al 45% - 47%), mientras que en el extremo opuesto están México, Chile, Irlanda y EE. UU. (en torno al 16% - 24%). En los países de América Latina el promedio se sitúa en el 23%.
Otro aspecto importante de la presión fiscal es la forma en que esta se distribuye a los contribuyentes a través de los distintos impuestos y figuras tributarias. Así, en España las contribuciones a la seguridad social representan un 34% de lo recaudado (frente a un 26% promedio en la OCDE), mientras que el impuesto de sociedades representa un 6,8% (frente a un 9,3% promedio en la OCDE).